# دان ميلر (مقاتل)
دان ميلر (بالإنجليزية: Dan Miller) هو فنان قتال مختلط أمريكي، ولد في 30 يونيو 1981 في Sparta, New Jersey ‏ في الولايات المتحدة.

## وصلات خارجية
- دان ميلر على موقع شيردوغ (الإنجليزية)
- دان ميلر على موقع IMDb (الإنجليزية)
- دان ميلر على موقع قاعدة بيانات الفيلم (الإنجليزية)